# Krzysztof Pełczyński
Krzysztof Pełczyński ps. „Kasztan” (ur. 1924, zm. 17 sierpnia 1944 w Warszawie) – kapral podchorąży, uczestnik powstania warszawskiego w szeregach pułku AK „Baszta”, syn gen. Tadeusza Pełczyńskiego i Wandy Pełczyńskiej.

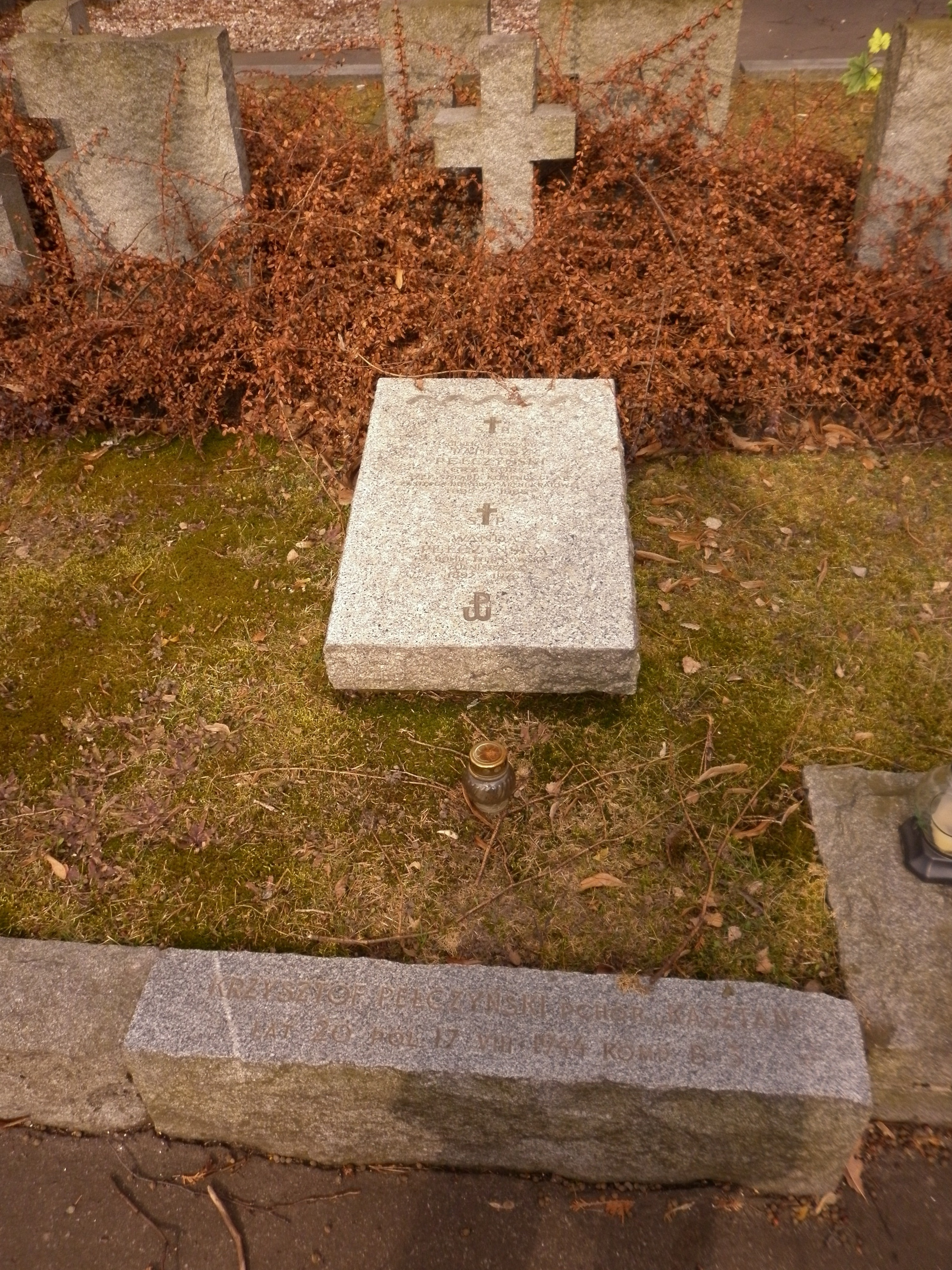
Nagrobek Krzysztofa Pełczyńskiego

Podczas okupacji niemieckiej w czasie II wojny światowej studiował tajnie na Wydziale Architektury Politechniki Warszawskiej. Był żołnierzem Armii Krajowej. W powstaniu warszawskim był dowódcą drużyny kompanii B-3 batalionu „Bałtyk” w pułku AK „Baszta”.
Zmarł 17 sierpnia w Szpitalu Elżbietanek (ul. Goszczyńskiego 1) z ran odniesionych w walkach powstańczych 1 sierpnia 1944 w rejonie ul. Narbutta i Kazimierzowskiej podczas próby zdobycia budynku w którym mieściły się koszary SS. Pochowany na Wojskowych Powązkach (kwatera A26-2-15).
Był bratem Marii Bobrowskiej z Pełczyńskich, która potem była architektem w Londynie.